# Oenothalia alexonaria
Oenothalia alexonaria är en fjärilsart som beskrevs av Walker 1860. Oenothalia alexonaria ingår i släktet Oenothalia och familjen mätare. Inga underarter finns listade i Catalogue of Life.